# Nikolái Zýkov
Nikolái Víktorovich Zýkov (del ruso: Николай Зыков) (nacido el 8 de mayo de 1965) es un titiritero soviético y ruso, actor, director, artista, diseñador, de creador de títeres.

## Antecedentes personales
Nikolái Zýkov nació en 1965 en Moscú en una familia de ingenieros, cuya vida no se relacionó con el arte. Él es el hijo de Viktor Zykov, quien es un científico-física, inventor, y Candidato de Ciencias, y Tatiana Zykova (Smyslova), quien es un ingeniero-técnico y docente.
Cuando Zýkov tenía cinco años, sus padres lo llevaron al Teatro de Títeres de Serguéi Obraztsov, que es el gran tío abuelo de Nikolái Zýkov.
Después del espectáculo, Zýkov creó su propio teatro en su casa y presentó actuaciones de títeres antes de que sus padres y su hermana menor. En ese momento no hizo títeres por él mismo. En cambio, tomó detalles de juguetes e interconectados con alambre.

### Educación
- 1972-1982: Escuela Primaria y Secundaria (educación general obligatoria)
- 1972-1973: El Coro de Niños de Moscú(fortepiano, coro, solfeo)
- 1973-1979: Escuela de Música de Moscú[3] (fortepiano, vocal, solfeo, literatura musical, composición musical)
- 1977-1983: Arcady Kovtun Studio de Títeres[1] (gráfico, construcción de títeres)
- 1980-1982: Tatiana Kakovkina Estudio de Drama[3] (actuación, declamación de poesía)
- 1982-1988: Universidad Nacional de Investigación[4] (construcción y diseño de sistemas electromecánicos). Recibió su Maestría en Ciencias.[3]

## Experiencia profesional

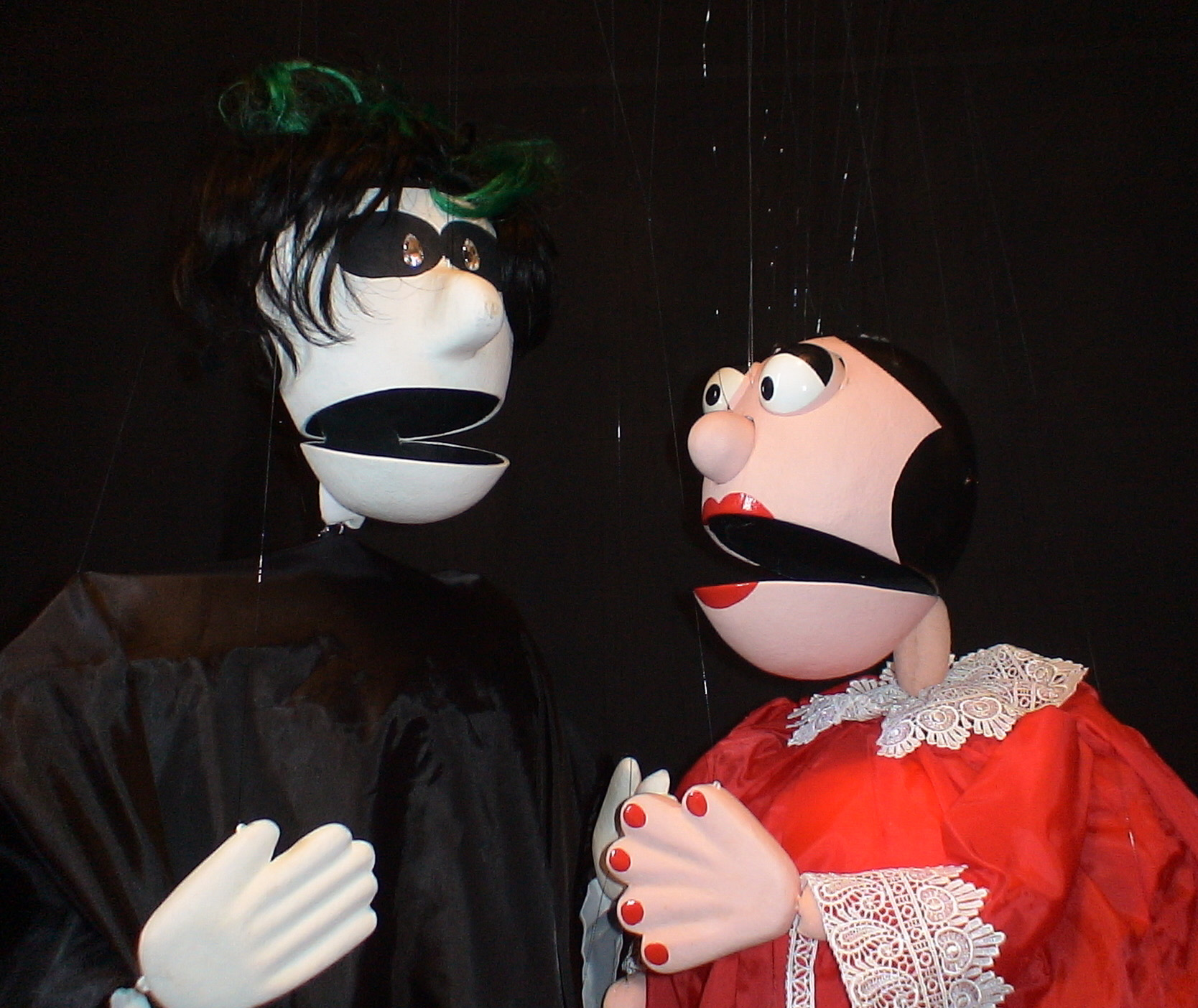
El fantasma de la ópera (2002), marionetas transformadores,
Nikolai Zykov Teatro

### Títeres
Zykov comenzó a hacer títeres por sus actuaciones en 1977. En 1980, hizo su primera viñeta de títeres. En 1985, creó su primera actuación en solitario de títeres y fundó su propia profesional Nikolai Zykov Teatro.

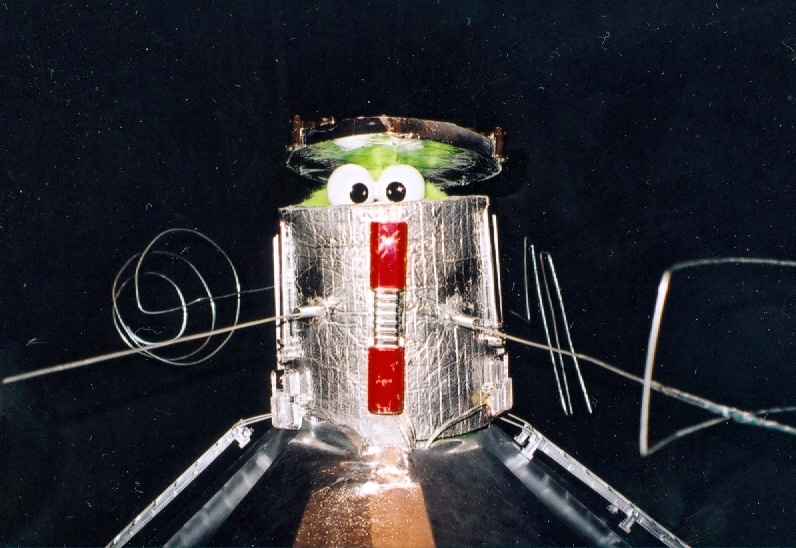
Extranjero (2003), de títeres controlado por radio, Nikolai Zykov Teatro

Zykov ha creado más de 100 viñetas de títeres: marionetas, títeres de guante, títeres de varilla, gigante, controlado por radio y títeres experimentales de construcción inusual.
Zykov desarrollado constantemente la tecnología y ha creado muchas nuevas construcciones y las innovaciones tecnológicas. Algunos de los diseños más innovadores incluyen:
1. construcciones nuevas no madereros de marionetas (nuevas construcciones redujeron el peso de marionetas en varias veces y abre nuevas posibilidades para este tipo de marionetas) - títere "Cantante italiana" (1983) y otros,
2. nuevas construcciones originales de transformación de marionetas - viñeta "segundo nacimiento" (1989) y otros,
3. nuevos controles de fibra de vidrio de marionetas (control de la fibra de vidrio es extra ligero y es prácticamente "invisible" para los espectadores) - viñeta "Funny Company" (1994) y otros,
4. nueva títeres teledirigidos originales - viñeta "Araña" (2000) y otros,
5. nuevas construcciones originales para títeres volando por encima de los espectadores[4] - viñeta "Microcosmos" (2002) y otros.

### Actuaciones

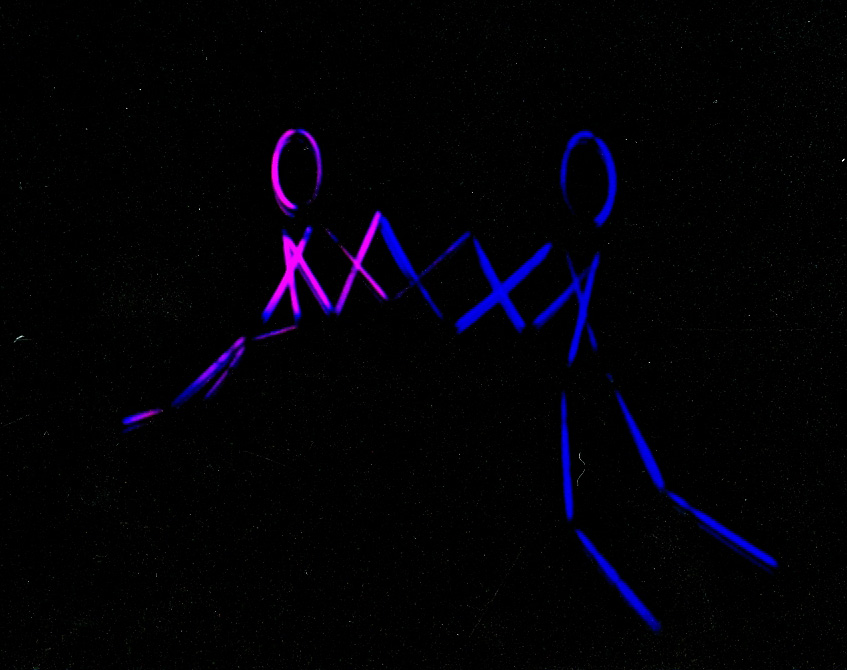
Histoire d'amour (2003), marionetas voladores, Nikolai Zykov Teatro

Zykov es autor de más de 20 actuaciones de títeres Estas actuaciones incluyen:
- "Nikolai Zykov presenta sus títeres" (1985)
- "Sólo para adultos" (1986)
- "De Hombre prehistórico para Aliens" (1989)
- "El Mundo Mágico de Marionetas" (1993)
- "Ave del paraíso" (1996)
- "Dinosaurios y su compañía" (1998)
- "Cabaret de las Metamorfosis" (2000)
- "Gigante y otros" (2003)
- "Marionetas exclusivos" (2006)
- "Taller de los Milagros" (2007)
- "Los títeres de Rusia" (2010)
- "Espectáculo de Marionetas Radio-controlado" (2011)
- "Espectáculo de Marionetas Luminosas" (2012)
- "Nueva Animación" (2012)
- "Tesoros del Oriente" (2013)
- "Concierto de marionetas de Bach" (2014)

Zykov ha sido miembro de Organización de los autores rusos desde 1997.

### Televisión
Títeres de Zykov participaron en muchos programas de televisión populares en la Unión Soviética, Rusia y en el extranjero.
En 1994-1995, Zykov acogió programa de televisión de los niños, "Cada día es día de fiesta" en la televisión estatal.

### Gira
Zykov ha actuado en más de 40 países de todo el mundo. Estas incluyen:
| - Argentina - Brasil - Venezuela - México - Estados Unidos - Islandia - Estonia | - Letonia - Bielorrusia - Ucrania - Polonia - Alemania - Bélgica - Francia | - España - Italia - Austria - República Checa - Eslovaquia - Hungría - Rusia | - Bulgaria - Grecia - Chipre - Pavo - Israel - Egipto - Sudáfrica | - Mauricio - Seychelles - Irán - Kazajistán - Uzbekistán - Tayikistán - Afganistán | - Pakistán - India - Sri Lanka - Singapur - Taiwán - China - Corea Del Sur | - Japón |

## Premios
- Diplomas de varios concursos y festivales en Rusia[1]
- Medalla de Oro del Festival Internacional Arbeiterfestspiele en La República Democrática Alemana, 1984[1]
- La Medalla de los Trabajadores Distinguidos del Sóviet Supremo de la Unión Soviética por su contribución en la cultura, 1986[2]
- "Artes Innovación" Premio del Festival Internacional de las Artes de China, 2010[8]
- "Excelente Show" Premio del Mundial UNIMA Congreso y Festival (2012)
- "Performance" Premio de Asia y el Pacífico UNIMA Comisión (2014)